# Juan Reyna
Juan Reyna was een Mexicaanse Amerikaan die in 1930 werd veroordeeld wegens het doden van een politieagent.
Op 11 mei 1930 raakte Reyna betrokken bij een verkeersongeluk in Los Angeles, toen zijn auto botste tegen een auto waarin politieagenten zaten. Daar dezen echter in burger waren, had Reyna niet door dat hij met de politie te maken had, waardoor hij zich hevig verzette. Hij werd uiteindelijk geboeid en naar een politiebureau gebracht, waar hij mishandeld zou zijn geweest. Reyna wist van een van de agenten een pistool af te pakken, en bij de worsteling die daarna ontstond schoot hij de detective Alden Brindley dood en verwondde een agent. Hij werd berecht voor moord en de aanklager eiste de doodstraf.
Het incident waarvoor Reyna werd veroordeeld vond plaats tijdens de Grote Depressie, een periode waarin in de Verenigde Staten een toenemende vijandigheid bestond tegen Mexicaanse immigranten. Reyna's proces leidde tot grote verontwaardiging onder Mexicanen in de Verenigde Staten, die van mening waren dat het proces was ingegeven door anti-Mexicaans racisme. De consul van Mexico Joel Quiñones leidde de protestbeweging en liet geld inzamelen voor Reyna's verdediging. De jury kon niet tot overeenstemming komen, waarna een tweede proces plaatsvond. Dit keer werd veertig jaar celstraf geëist wegens doodslag. De jury besloot dat Reyna schuldig was, doch hij werd uiteindelijk slechts tot een jaar veroordeeld.
Reyna pleegde in 1931 zelfmoord in de gevangenis. Over zijn leven is een bekende corrido geschreven.